# Alfredo Binda
Alfredo Binda (ur. 11 sierpnia 1902 w Cittiglio, zm. 19 lipca 1986 tamże) – włoski kolarz szosowy.

## Życiorys
Był najbardziej utytułowanym kolarzem lat 20. XX wieku, wygrał pięciokrotnie Giro d’Italia i trzykrotnie sięgał po tytuł Mistrza Świata.
Binda dorastał we francuskiej Nicei i w 1922 roku rozpoczął swoją profesjonalną karierę. Po kilku wczesnych sukcesach, Binda przeżył przełom, kiedy to w 1925 po wygraniu Giro d’Italia, wygrał klasyczny wyścig Giro di Lombardia. Obydwa wyścigi zdominował w kolejnych latach. Wyścig dookoła Włoch wygrywał w sumie 5 razy (1925, 1927–1929, 1933) i dzięki temu, obok Fausto Coppi i Eddy’ego Merckxa jest posiadaczem rekordu w tym względzie. Binda odniósł łącznie 41 zwycięstw etapowych – to także rekord, który został pobity dopiero w 2003 przez włoskiego sprintera Mario Cipolliniego. W 1927 roku wygrał 12 z 15 etapów, w 1929 roku wygrał 8 etapów z rzędu. W Tour de France brakowało mu takich sukcesów, w swoim jedynym udziale w tej imprezie w 1930 wygrał tylko 2 etapy.
Binda w 1930 roku napotkał na opór ze strony organizatorów Giro, ponieważ bali się oni, że kolejne jego zwycięstwo spowoduje zmniejszenie zainteresowania wyścigiem. Binda zrezygnował ze startu w tym roku, jednak w zamian za kwotę nagrody dla zwycięzcy wyścigu.
Binda trzykrotnie wygrał Mistrzostwa Świata (1927, 1930 i 1932) i w tym wypadku jest to także rekord, który dzieli z Belgami Rikiem Van Steenbergenem i Eddym Merckxem oraz Hiszpanem Oscarem Freire. Obok czterech zwycięstw w Giro di Lombardia (1925-1927, 1931) dwukrotnie zwyciężał w wiosennym klasyku Mediolan-San Remo (1929, 1931).